# Limette

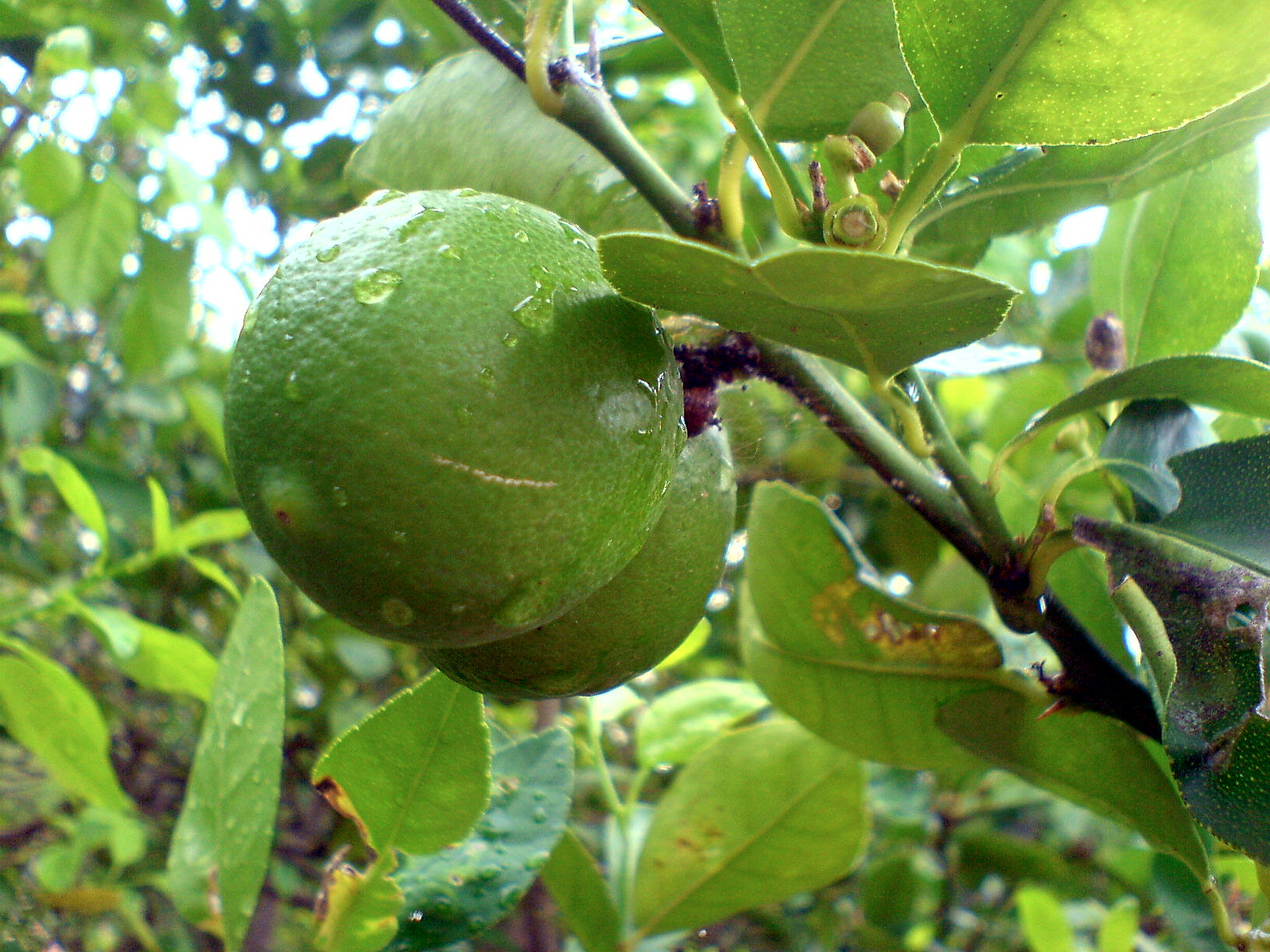
Limetten am Baum

Limetten

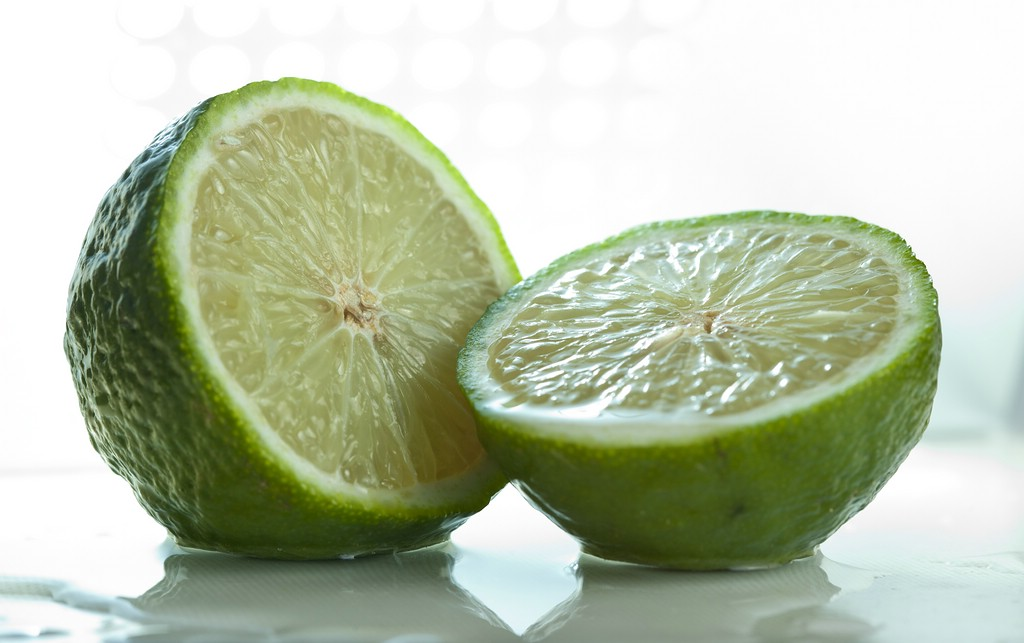
Aufgeschnittene Limette

Als Limette (wörtlich kleine Limone) bezeichnet man mehrere Arten von Zitrusfrüchten.

## Eigenschaften
Limetten sind grün bis gelb, rundlich, mit einem Durchmesser von drei bis sechs Zentimetern. Ihr Fruchtfleisch ist essbar und schmeckt in der Regel sehr sauer, vergleichbar mit Zitronen, aber meist mit einer intensiveren, würzigeren Note.
Die Limette enthält, ähnlich der Zitrone, eine relativ große Menge an Vitamin C sowie in geringerem Umfang auch einige B-Vitamine. Dennoch beträgt der Gehalt an Vitamin C nur etwa 50 % der Zitrone.

## Verwendung

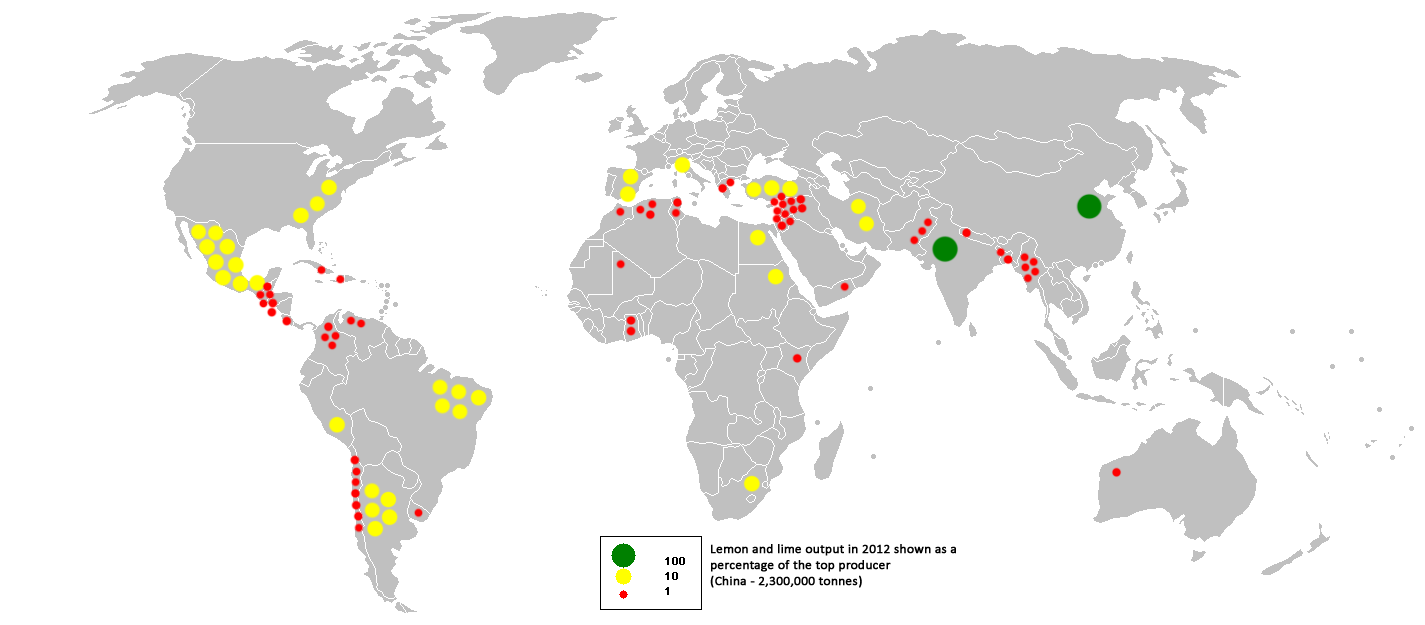
Weltproduktion von Limetten und Zitronen (2012)

Limetten werden wegen ihres intensiven sauren Geschmacks üblicherweise nicht pur verzehrt, sondern finden Verwendung als Zutat, um zubereiteten Speisen einen saureren Geschmack zu verleihen.
Die wichtigste Anwendung dabei sind Cocktails wie Caipirinha, Mojito, Daiquiri, Margarita, Cuba Libre oder Cosmopolitan. Limettensaft ist auch Hauptbestandteil von Lime Juice Cordial, einem Getränkezusatz klassischer Cocktails wie Gimlet.
In Rezepten, die in der Karibik oder den USA entstanden, wurde Limettensaft schon lange eingesetzt. In Europa ist das erst seit den 1990er Jahren üblich, als Limetten das ganze Jahr über leicht verfügbar und preiswert wurden. Darüber hinaus finden auch Limettensirup und Lime Juice Cordial zum Mixen Verwendung.
Zum Kochen und Backen werden Limetten vor allem in der mexikanischen, arabischen und südostasiatischen Küche eingesetzt. Neben den frischen Früchten finden hier auch getrocknete Limetten und die Blätter der Limettenpflanzen Anwendung. Auch die Spezialität Key Lime Pie aus Florida wird mit Limettensaft hergestellt. Des Weiteren werden aus Limetten ätherische Öle hergestellt.
Nachdem im 18. Jahrhundert erkannt worden war, dass frisches Obst Skorbut verhindern oder heilen kann, wurde vor allem Zitronensaft erfolgreich dazu verwendet. Als man in der britischen Seefahrt auf Limetten und Limettensaft umstellte, brach die Krankheit erneut aus, da Limetten deutlich weniger Vitamin C enthalten als Zitronen.

## Limetten
- Australische Limetten

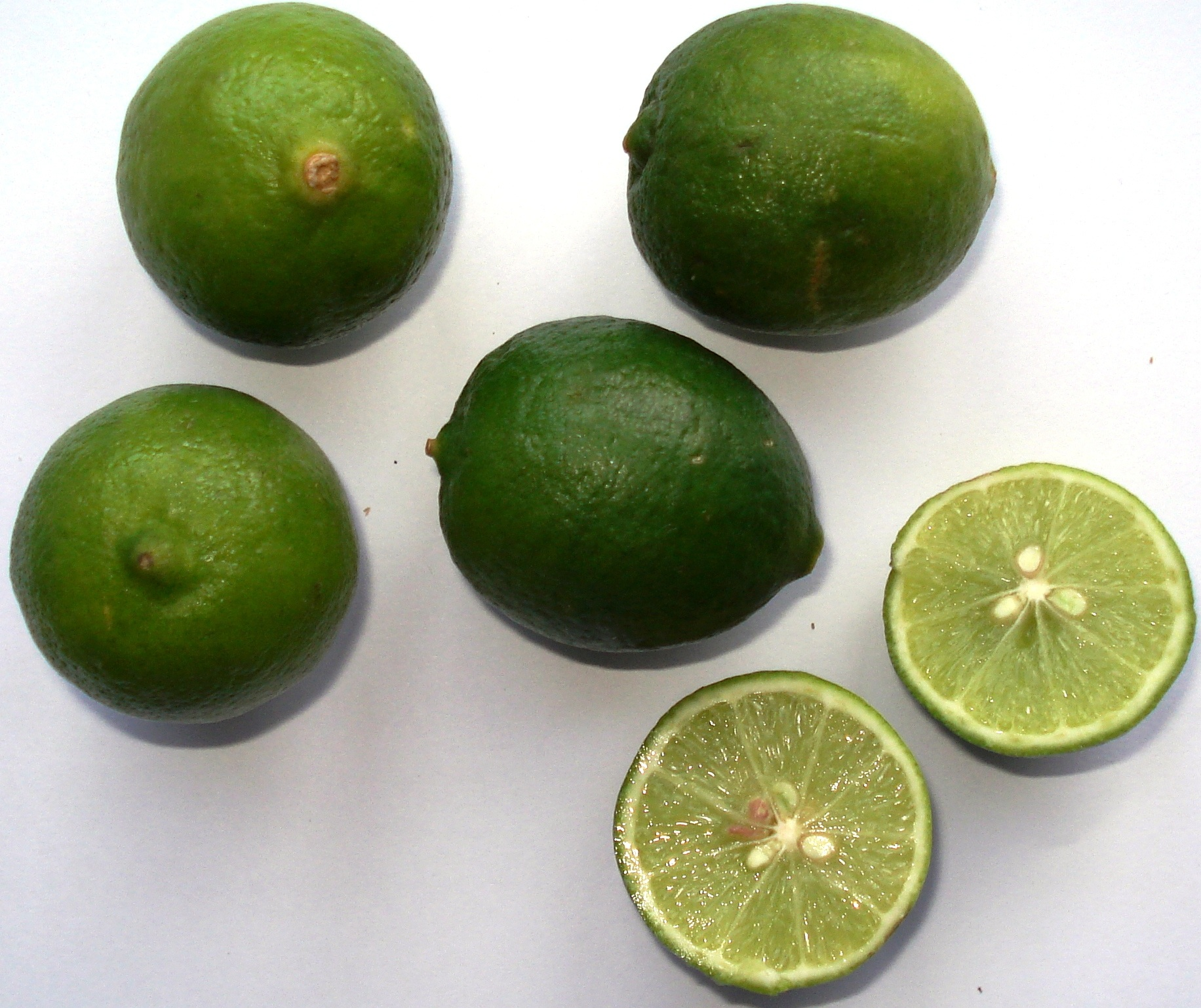
Limequats (Citrus × floridana)

  - Australische Wüstenlimette (Citrus glauca)
  - Australische Fingerlimette (Citrus australasica)
  - Runde Australische Limette (Citrus australis)
- Echte Limette (Citrus × aurantiifolia)
- Gewöhnliche Limette (Citrus × latifolia)
- Kaffernlimette (Citrus hystrix)
- Limequat (Citrus × floridana), Hybriden aus Limette und Kumquat, siehe Citrofortunella
- Rote Limette, auch Blut-Limette
- Spanische Limette (Melicoccus bijugatus)
- Wilde Limette (Adelia ricinella)